# Besztercei Pál
Besztercei Pál, névvariáns: Beszterczey Pál (Budapest, 1924. január 21. – Budapest, 1993. december 19.) Jászai Mari-díjas magyar színész.

## Életpályája
A Színművészeti Akadémia elvégzése után, 1946-tól először vidéki vándortársulatban szerepelt. 1949-től a Miskolci Nemzeti Színház, 1954-től a Fővárosi Operett, 1957-től a Jókai, a Petőfi és az Irodalmi Színpad, 1960-tól a Thália, 1966-tól a Szegedi Nemzeti Színház tagja volt. 1972-ben rövid ideig az Állami Déryné Színháznál is játszott. 1968-tól nyugdíjba vonulásáig, 1984-ig a Honvéd Művészegyüttesnek volt a tagja. Nyugdíjas művészként is fellépett a Pesti Színházban, a Vígszínházban és a Játékszínben is. Operettekben és vígjátékokban is játszott. 1993-ban hunyt el 69 éves korában. Felesége Görög Mara színésznő volt. Leányuk, Besztercei Zsuzsa is a színészi pályát választotta.

## Színpadi szerepeiből
Főszerepet alakított például a Pettyes, A szelistyei asszonyok, vagy a Sárga liliom című művekben. 1958. április 4-én mutatták be a Jókai Színházban a Szélvihar című előadást, ahol Gobbi Hilda és Görbe János színművészekkel játszott együtt. További szerepeiből:
- Ismeretlen szerző: Ketten egy személyben... Arleccino, mint fagylaltos; Arleccino, mint varrónő
- Ismeretlen szerző: A maszka tánca... Arleccino
- William Shakespeare: II. Richard... Bushy, a király híve
- Fjodor Mihajlovics Dosztojevszkij: A Karamazov testvérek... Grigorij
- Thomas Mann: Fiorenza... Pulci
- Nyikolaj Fjodorovics Pogogyin: Arisztokraták... Mitya
- Iszaak Emmanuilovics Babel: Alkony... Fomin, vállalkozó
- Erwin Piscator: Amerikai tragédia... Wiggham
- Franz Werfel: Jacobowsky és az ezredes... Pére Clairon
- Tersánszky Józsi Jenő: Kakuk Marci... Kakuk Marci, kültelki amoroso
- Móricz Zsigmond: Betyár... Dambó Lukács
- Heltai Jenő: A néma levente... Mátyás király
- Bíró Lajos: Sárga liliom... Dr. Peredy Jenő
- Szomory Dezső: Györgyike drága gyermek... Második szobapincér
- Mikszáth Kálmán - Semsey Jenő - Benedek András: A szelistyei asszonyok... Mátyás király
- Sós György: Pettyes... Kormos László
- Vészi Endre: Don Quijote utolsó kalandja... Énekmester
- Kolozsvári Grandpierre Emil: A ló két oldala... Pali
- Ábrahám Pál: Bál a Savoyban... Musztafa bey, a párizsi török követség attaséja
- Kálmán Imre: Csárdáskirálynő... Bóni
- Huszka Jenő: Mária főhadnagy... Zwickli

## Filmjei

### Játékfilmek
- Első fecskék (1952) – Kockás
- Életjel (1954) – Pali
- Véletlen? (1955, rövid játékfilm)
- A csodacsatár (1956) – Szurkoló III.
- Kettőkor találkozunk (1956, rövid játékfilm)
- Terülj, terülj, asztalkám! (1956, rövid játékfilm)
- Éjfélkor (1957) – Fiatal apa a szülészeten
- A harangok Rómába mentek (1958)
- Fapados szerelem (1960)
- Hosszú az út hazáig (1960)
- Különös tárgyalás (1961, rövid játékfilm)
- Áprilisi riadó (1962)
- Az özvegy és a százados (1967) – Harmadik veszekedő munkatárs a gyárban
- Kötelék (1968) – Állatorvos
- A gyilkos a házban van (1971) – Nyomozó I.
- Nápolyt látni és… (1972) – Szállodai recepciós
- Defekt (1977) – Rendőr
- Higgyetek nekem! (1985) – Rendőrkapitány

### Tévéfilmek, televíziós sorozatok
| - Brávó emberke! (1959) – Fiú - Timur és csapata (1960) – Garajev - A szaxofon (1961) – Bőgős - Hagymácska (1962) – Katonaság - Síratásra készül az ég… (1962) – Katona - A Tenkes kapitánya (1963, televíziós sorozat) – Bisteritz hadnagy - Két találkozás (1964) - Délután ötkor (1965) - Der Zigeunerbaron (1965) – Ottokar - A revizor (1969) - Bors II. (1970, televíziós sorozat) - Só Mihály kalandjai (1970) - Talpig úriasszony (1970) – Bentley - Valaki a sötétből (1970) - Gránátköves karék (1972) – Nyomozó - Különös vadászat (1972) – Mesterházi - Átmenő forgalom (1973) - Nász a hegyen (1974) - Férfiak akiket nem szeretnek (1975) - Sztrogoff Mihály (1975, televíziós sorozat) (1977-es magyar szinkron) | - A vád tanúi (1976) - Beszterce ostroma (1976, televíziós sorozat) - Megtörtént bűnügyek 4-5. (1976, televíziós sorozat) - A fantasztikum betör a detektívregénybe, avagy Daibret felügyelő utolsó nyomozása (1977) – Pincér - Illetlenek (1977) – Pincér a vonaton - Ketten a tavon (1977) - Volt egyszer egy színház (1977) - Holló a hollónak (1978) - Mire megvénülünk 1-6. (1978, televíziós sorozat) - Zokogó majom 1-5. (1978) - Karcsi kalandjai (1980) - Ha majd mindenünk meglesz… (1981) - Az emlékmúzeum (1983) - Utasvédelem (1983) - Különös házasság 1-4. (1984) - A fészek melege (1987) – Lajos apja - Szomszédok (1988-1991) – Postás (5 részben) - Veszélyes áruk fuvarozása - Vasúti helybiztosítás |

## Szinkronszerepei
| Év   | Cím                                                            | Szereplő                        | Színész           | Szinkron év |
| ---- | -------------------------------------------------------------- | ------------------------------- | ----------------- | ----------- |
| 1949 | Menekülés Franciaországba                                      | N/A                             | N/A               | 1955        |
| 1952 | Hölgy kaméliák nélkül                                          | Jegyszedő                       | N/A               | 1981        |
| 1954 | A Zsurbin-család                                               | N/A                             | N/A               | 1955        |
| 1954 | Frígiai csillag alatt                                          | N/A                             | N/A               | 1955        |
| 1954 | Keresem az igazságot                                           | N/A                             | N/A               | 1955        |
| 1955 | Két kapitány                                                   | Válja Zsukov                    | Anatolij Adoszkin | 1956        |
| 1955 | Ők ketten                                                      | N/A                             | N/A               | 1956        |
| 1956 | A benderathi eset                                              | N/A                             | N/A               | 1957        |
| 1958 | Rendkívüli történet                                            | N/A                             | N/A               | 1959        |
| 1960 | Különleges megbízatás                                          | Vedernyikov                     | Nyikita Podgornij | 1960        |
| 1962 | Egy óra Alfred Hitchcockkal – I/4. rész: Láttam mindent…       | Malcolm Stuart                  | John Fiedler      | 1970        |
| 1963 | Gól büntetésből                                                | N/A                             | N/A               | 1964        |
| 1968 | Die Lederstrumpferzählungen – 3. rész: Indiánkaland Ontarióban | Kocsis                          | N/A               | 1976        |
| 1973 | Felismerés                                                     | N/A                             | N/A               | 1976        |
| 1974 | Hurrikán                                                       | Hank Stoddard                   | Barry Sullivan    | 1993        |
| 1977 | Talán jövőre                                                   | Matous                          | Karel Augusta     | 1981        |
| 1980 | Megszállás                                                     | N/A                             | N/A               | 1990        |
| 1983 | Comenius élete                                                 | N/A                             | N/A               | 1987        |
| 1984 | Reno és a Doki                                                 | N/A                             | N/A               | 1992        |
| 1987 | Halálos szerelem                                               | N/A                             | N/A               | 1992        |
| 1988 | Pascali szigete (2. magyar szinkron)                           | N/A                             | N/A               | 1993        |
| 1989 | A halál utcája                                                 | N/A                             | N/A               | 1992        |
| 1989 | A verseny                                                      | Ernst                           | Kovács Dénes      | 1989        |
| 1989 | Linda – III/4. rész: Erotic show                               | Portás a Rendőrtiszti Főiskolán | Fillár István     | 1989        |
| 1990 | Bivaly nagy John (2. magyar szinkron)                          | N/A                             | N/A               | 1993        |

## Díjai, elismerései
- Jászai Mari-díj (1955)